# Беспалово (Омская область)
Беспалово — деревня в Саргатском районе Омской области. В составе Щербакинского сельского поселения.

## История
В 1928 г. состояло из 152 хозяйств, основное население — русские. Центр Беспаловского сельсовета Саргатского района Омского округа Сибирского края.

## Население
| 1926 | 2010 |
| ---- | ---- |
| 683  | ↘157 |